# Kirchdorf am Inn (Austria)
Kirchdorf am Inn – gmina w Austrii, w kraju związkowym Górna Austria, w powiecie Ried im Innkreis. Liczy 612 mieszkańców (1 stycznia 2015).